# Ibn Qasī

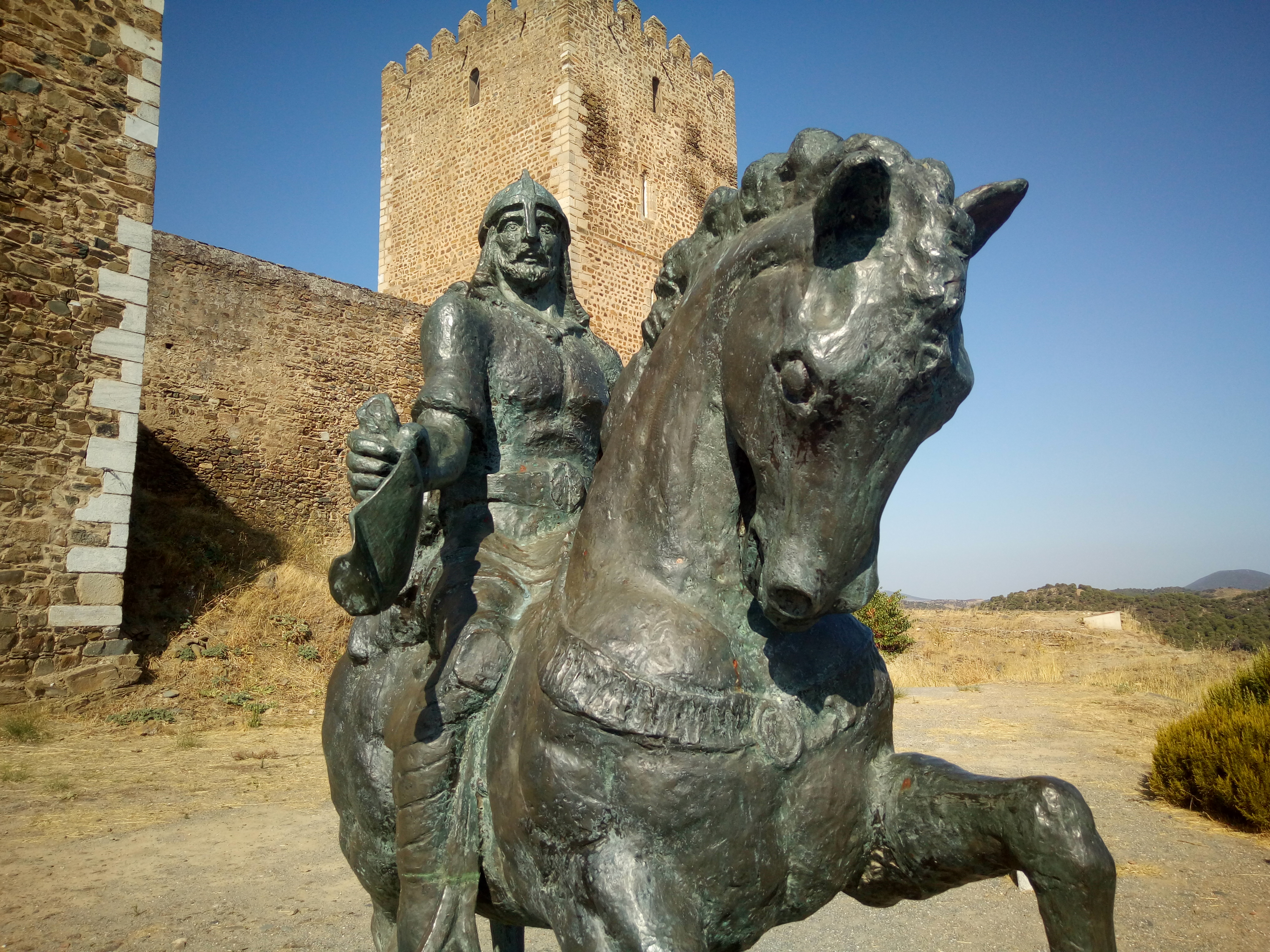
Statua dedicata a Ibn Qasī presso il Castello di Mértola, in Portogallo

Abū ʾl-Qāsim Aḥmad ibn al-Ḥusayn ibn Qasī (m. Silves, 1151), più noto come Ibn Qasī, è stato un mistico, politico e capo militare musulmano di origine iberico-romana.
Figura di spicco del Gharb al-Andalus (attuale Portogallo), esponente del Sufismo dell'al-Andalus, fu guida spirituale e capeggiò una rivolta militare contro gli almoravidi. La sua opera scritta fu commentata dal grande mistico e metafisico islamico Ibn ʿArabī.

## Biografia
Nato probabilmente attorno all'anno 1100 nella zona di Silves, nell'attuale regione dell'Algarve (prima che quest'area entrasse a far parte del Regno del Portogallo), Ibn Qasī apparteneva alla famiglia di origine iberico-romana dei Banū Qasī ("Lignaggio di Cassio"), infatti, egli fu anche soprannominato rūmī, nel senso di "romano".
Nato da famiglia facoltosa, ricoprì per un certo periodo un ruolo di funzionario presso il regno almoravida, al quale in seguito si ribellò.
Dopo la morte dei genitori, donò i suoi beni materiali e si dedicò alla vita mistica, impegnandosi in diversi viaggi presso le regioni dell'al-Andalus, dove venne a contatto con maestri sufi, tra i quali, secondo quanto afferma Ibn ʿArabī, Khalaf Allāh al-Andalusī e Ibn Khalīl al-Qaysī di Niebla.
Si dedicò allo studio dell'opera del teologo sufi al-Ghazālī, nonostante ne fosse probita la lettura durante la dominazione almoravida. Proprio la durezza del regime almoravida fu alla base della decisione di Ibn Qasī di guidare un movimento di rivolta, che ebbe origine nel Gharb al-Andalus, contro gli stessi almoravidi.
Fondò una sorta di ṭarīqah sufi, di solito identificata col nome di murīdūn ("discepoli", "iniziati"), e fu proclamato Mahdī a Mértola dai suoi seguaci, così assumendo su di sé funzioni di guida spirituale e politica avvolte da un manto escatologico. Le sue vicende spirituali e politiche sono infatti pressoché inscindibili. Nel territorio del Gharb al-Andalus, fondò una zāwiya, la cui localizzazione resta incerta. Tra i suoi discepoli, o comunque tra coloro che lo accompagnarono, si annoverano al-Mīrtulī e  al-ʿUryābī (anche noto come al-ʿUrianī), che, in seguito, saranno entrambi maestri di Ibn ʿArabī a Siviglia.
Scrisse il trattato mistico Jal‘ al-na‘layn wa-iqtibās al-anwār min mawḍi‘ al-qadamayn ("Toglietevi i sandali e captate le luci dal punto in cui sono i vostri piedi"), il cui titolo è ispirato alle vicende di Mosè narrate nel Corano (XX, 12), e di cui un esemplare si trova a Istanbul, corredato da un commento di Ibn ʿArabī, il quale ricevette il libro dal figlio dello stesso Ibn Qasī, Ḥusayn, a Tunisi. Nel complesso, la valutazione di Ibn ʿArabī su Ibn Qasī è decisamente critica.
Rilevante è il fatto che Ibn Qasī cercò un'alleanza col primo re del Portogallo, Alfonso I, contro gli almohadi, coi quali in precedenza Ibn Qasī aveva stretto un accordo, di ritorno da un viaggio nel Nordafrica. Ci furono contatti diplomatici tra Ibn Qasī e Alfonso I, la qual cosa portò con ogni probabilità al dissenso interno presso la comunità di Silves, e alla conseguente uccisione di Ibn Qasī mediante linciaggio pubblico, nel 1151.
Alla vita e all'opera di Ibn Qasī è dedicato il libro del poeta portoghese Adalberto Alves, As Sandálias do Mestre ("I Sandali del Maestro", 2001).